# Klinkerronding
Met klinkerronding wordt de mate bedoeld, waarin de lippen zich tijdens de articulatie van klinkers in een geronde (gebolde) stand bevinden. In feite is klinkerronding daarmee een vorm van labialisatie. Kenmerkend voor de articulatie van "geronde" klinkers is dat de lippen een soort van trechter vormen, bij die van "ongeronde" of "gespreide" klinkers zijn de lippen niet of bijna niet gerond.
In het Internationaal Fonetisch Alfabet worden geronde klinkers diakritisch weergegeven
[ɔ̹ ɔ̜]. Dezelfde diakritische tekens worden soms gebruikt om het labiale karakter van medeklinkers aan te geven (zie ook relatieve articulatie). Als gevolg van assimilatie zijn klinkers meestal gerond in de nabijheid van labiale medeklinkers.

## Verdeling
In de meeste talen van de wereld zijn voorklinkers vooral ongerond en achterklinkers vooral gerond. In sommige talen (bijvoorbeeld het Frans en Duits) wordt onderscheid gemaakt tussen ongeronde en geronde voorklinkers van dezelfde hoogte. 
In het Hongaars worden de klinkers ingedeeld naar tongstand in achter- en voorklinkers en naar de lip- of klinkerronding, wat van groot belang is voor de toepassing van de regels van de klinkerharmonie, zoals bij het plaatsen van uitgangen achter woorden bij naamvallen en bij de woordvorming.
In het Vietnamees worden ongeronde en geronde achterklinkers van dezelfde hoogte onderscheiden.